# Lithocarpus monticolus
Lithocarpus monticolus är en bokväxtart som först beskrevs av Gen-Iti Koidzumi, och fick sitt nu gällande namn av Alfred Rehder. Lithocarpus monticolus ingår i släktet Lithocarpus och familjen bokväxter.
Artens utbredningsområde är Sumatera. Inga underarter finns listade.